# Chorebus minutus
Chorebus minutus är en stekelart som först beskrevs av Telenga 1935.  Chorebus minutus ingår i släktet Chorebus och familjen bracksteklar. Inga underarter finns listade i Catalogue of Life.